# 베르잘루이스 미리자냔
베르잘루이스 미리자냔(아르메니아어: Վերջալույս Միրիջանյան, 1916년 11월 22일 ~ 1992년 2월 3일)은 아르메니아의 배우이다.